# Cserhalmi István
Cserhalmi István, 1884-ig Czechmeister (Győr, 1843. október 5. – Győr, 1923. október 30.) győri evangélikus tanító.

## Életútja
Zechmeister Pál hajóslegény és Bóka Éva fia. Az alsóbb iskolákat a szülőhelyén végezte, majd 1860-ban a soproni evangélikus tanítóképző-intézet növendéke lett. A felsőbb három tanfolyam után 1863-ban felsőbb népiskolára képesítő tanítói oklevelet nyert. 1864-ben a nevezett intézetben mint segédtanító nyert alkalmazást és azon évben a Purgly-családnál Sövényházán nevelő lett, ahonnét 1865-ban a győri ágostai evangélikus egyház tanítóvá választotta. A győrvidéki tanító-egyletnek keletkezése óta munkás tagja és 1881-től jegyzője volt. 1912-ben, több mint negyven évi szolgálat után nyugalomba vonult.
Az egylet által kitűzött pályakérdésekre: Mit tegyen a tanító, hogy a családi nevelés a tanító működésének segítségére legyen és Hogyan vétethetik eleje a vallásbeli türelmetlenségnek, ha az iskolai növendékek között észlelhető volna, sikerült megfejtéseért pályadíjat nyert és ezen értekezései az egylet Értesítőjében jelentek meg.

## Munkája
- A győri ev. egyház története. Győr, 1885. (A Győri Közlönyben 1885. 95-97. sz. is megjelent.)